# Mote con huesillo
 (avril 2013).
Le mote con huesillo est une boisson rafraîchissante chilienne sans alcool à base de blé cuit (mote de trigo) et de pêche séchée (el huesillo).
Sa préparation consiste à laver et rincer le huesillo toute une nuit. Puis on le cuit pendant une trentaine de minutes dans de l'eau sucrée ou avec un morceau de cannelle (au choix). Des variantes existent en ajoutant la peau d'une orange et du clou de girofle. Parallèlement, on cuisine le mote dans l'eau puis on le fait sécher. Il se sert dans un grand verre, bien frais, avec deux huesillos, le jus des huesillos et le mote.
Généralement, il se vend dans des stands par des vendeurs ambulants dans les rues de tout le pays et sert de rafraîchissement durant les mois d'été. Beaucoup de ces vendeurs se disent être le « roi du mote con huesillo ».
L'expression « Más chileno que el mote con huesillo » (« Plus chilien que le mote con huesillo ») se réfère à la particularité nationale de cette boisson.